# Séminaire théologique continental
Le Séminaire théologique continental (anglais : Continental Theological Seminary) est un institut de théologie à Leeuw-Saint-Pierre, près de Bruxelles, en Belgique. Elle est affiliée aux Assemblées de Dieu. L'école offre des formations de théologie évangélique.

## Histoire
L’école est fondée par les Assemblées de Dieu en 1959, à Andrimont (Verviers), sous le nom d'Institut Biblique Emmanuel,,. L’école a pris le nom de Séminaire théologique continental en 1991, avec l’adoption d’un programme de master. En 2005, l'école est accréditée par le gouvernement flamand.

## Programmes
L’école offre des programmes en théologie évangélique, dont le baccalauréat et le master.